# Escobaria hesteri
Escobaria hesteri ist eine Pflanzenart in der Gattung Escobaria aus der Familie der Kakteengewächse (Cactaceae). Das Artepitheton hesteri ehrt den US-amerikanischen Kakteenliebhaber John Pinckney Hester aus Fredonia, einer der führenden Erforscher des Big-Bend-Gebietes.

## Beschreibung
Escobaria hesteri wächst vieltriebig, ist häufig reich verzweigt und bildet Polster. Die eiförmigen bis kugelförmigen Triebe erreichen Wuchshöhen von 2,5 bis 5 Zentimeter und Durchmesser von 2,5 bis 3,5 Zentimeter. Ihre breiten und auffälligen Warzen sind 7 bis 12 Millimeter lang. Die ein bis vier weißen Mitteldornen ähneln den Randdornen und weisen Längen von bis zu 1,5 Zentimeter auf. Die zwölf bis 22 weißen Randdornen sind 0,7 bis 1,5 Zentimeter lang.
Die hellrosafarbenen bis hellpurpurfarbenen Blüten weisen Durchmesser von 1,5 Zentimeter auf und sind bis zu 2,3 Zentimeter lang. Die grünen bis gelblichen, nahezu kugelförmigen Früchte sind 6 bis 7 Millimeter lang. Bei ihrer Reife werden sie trocken.

## Verbreitung, Systematik und Gefährdung
Escobaria hesteri ist in den Vereinigten Staaten im Brewster County im Bundesstaat Texas verbreitet. 
Die Erstbeschreibung als Coryphantha hesteri durch Ysabel Wright wurde 1932 veröffentlicht. Franz Buxbaum stellte die Art 1951 in die Gattung Escobaria. Weitere nomenklatorische Synonyme sind Escobesseya hesteri (Y.Wright) Hester (1945, nom. inval. ICBN-Artikel 34.1) und Mammillaria hesteri (Y.Wright) D.Weniger (1970, nom. inval. ICBN-Artikel 34.1).
Es werden folgende Unterarten unterschieden:
- Escobaria hesteri subsp. hesteri
- Escobaria hesteri subsp. grata (Kaplan, Kunte & Snicer) Lüthy & Dicht

In der Roten Liste gefährdeter Arten der IUCN wird die Art als „Least Concern (LC)“, d. h. als nicht gefährdet geführt.

## Nachweise